# آرتور آدسون
آرتور آدسون (استونیایی: Artur Adson; ۳ فوریه ۱۸۸۹ – ۵ ژانویهٔ ۱۹۷۷) شاعر و نویسنده اهل استونی بود.
وی که دانش‌آموخته دانشگاه تارتو بوده با ماری اوندر شاعر زن استونیایی ازدواج کرده بود.